# 沃爾納特鎮區 (堪薩斯州艾奇遜縣)
沃爾納特鎮區（英語：Walnut Township）為位在美國堪薩斯州艾奇遜縣的鎮區。2010年美国人口普查中該鎮區人口有441人。

## 地理
沃爾納特鎮區涵蓋面積96.4平方（37.2平方英里），境內無城市設立。

### 墓園
根據美國地質調查局的資料，此鎮區擁有3座墓園：
- 芒特吉利恩墓園（Mount Gillian Cemetery）
- 薩普墓園（Sapp Cemetery）
- 薩默墓園（Summer Cemetery）

### 溪流
通過此鎮區的溪流有：
- 小沃爾納特溪（Little Walnut Creek）
- 奧爾溪（Owl Creek）
- 沃爾納特溪（Walnut Creek）

## 人口統計
根據2010年美國人口普查，沃爾納特鎮區人口有441人，人口密度為4.58人/平方公里。種族方面，89.8%為白人；7.26%為非裔美洲人；0.45%為美洲原住民；0%為亞洲人；0%為太平洋島民；0%為其他種族；另外有2.49%為兩個或以上的種族。而西班牙裔美國人或拉丁美洲人佔該鎮區人口的0.23%。

## 外部連結
- US-Counties.com
- City-Data.com （页面存档备份，存于）